# Вебер (лунный кратер)
Кратер Вебер (лат. Weber) — ударный кратер на обратной стороне Луны. Название присвоено в честь немецкого физика Вильгельма Эдуарда Вебера (1804—1891) и утверждено Международным астрономическим союзом в 1970 г. Образование кратера относится к нектарскому периоду.

## Описание кратера
Ближайшими соседями кратера являются кратер Крамерс на северо-западе; кратер Кулон на северо-востоке и кратер Сартон, примыкающий к кратеру Вебер на юго-востоке. Селенографические координаты центра кратера 50°04′ с. ш. 123°47′ з. д. / 50,06° с. ш. 123,79° з. д., диаметр 44 км, глубина 2,23 км.
Кратер имеет чашеобразную форму и достаточно хорошо сохранился. Северо-восточную часть вала перекрывает небольшой кратер. В юго-восточной части вал, общий с валом кратера Сартон, имеет более неправильную форму, в начале и конце смежного участка располагаются небольшие кратеры. Высота вала над окружающей местностью 1050 м, объем кратера составляет приблизительно 1400 км³. Внутренний склон вала скруглен и потерял четкость очертаний. В юго-юго-восточной и северо-западной частях внутреннего склона находятся террасоподобные участки. Дно чаши кратера плоское и не имеет приметных структур за исключением небольшого кратера в юго-восточной части. На юге-юго-востоке от кратера находится скопление небольших кратеров.

## Сателлитные кратеры
Отсутствуют.